# Vincent J. Donehue
Vincent J. Donehue (New York, 22 settembre 1915 – New York, 17 gennaio 1966) è stato un regista statunitense, che lavorò essenzialmente come regista teatrale e soltanto occasionalmente per il cinema e la televisione.

## Biografia
Donehue nacque a Whitehall. Diresse molti lavori a Broadway e fra questi The Trip to Bountiful (1953) con Lillian Gish, Jo Van Fleet e Eva Marie Saint,  The Traveling Lady (1954) con Kim Stanley, 27 Wagons Full of Cotton  di Tennessee Williams (1955) con Maureen Stapleton,  Sunrise at Campobello (1958) che gli fece vincere il Tony Award per il miglior regista, il musical di Rodgers e Hammerstein, The Sound of Music (1959) con Mary Martin, che tenne il cartellone per 1.443 repliche e gli fruttò la candidatura al Tony, Daughter of Silence (1961), Lord Pengo (1962) con Charles Boyer e Agnes Moorehead, Jennie (1963) con Mary Martin e Catch Me if You Can. Ripropose Mary Martin in Peter Pan nella versione per la televisione nel 1960.
Fra i film da lui diretti si ricordano Lonelyhearts (1958) con Montgomery Clift, Robert Ryan e Myrna Loy e  Sunrise at Campobello (1960) che fruttò a Greer Garson il Golden Globe per la migliore attrice e diverse candidature all'Oscar. Morì a New York per via di un linfoma di Hodgkin all'età di 50 anni.